# Ketty Nivyabandi
Ketty Nivyabandi, née en 1978, est une poétesse burundaise, une journaliste et une militante des droits humains vivant au Canada.

## Biographie
Elle naît le 19 juillet 1978 à Uccle en Belgique. Son père est médecin, formé en Union soviétique, et sa mère interprète. Sa famille revient s’installer au pays au début des années 1980. Elle grandit ainsi à Bujumbura, à l'ouest du Burundi, sur la rive du lac Tanganyika. Ses parents se séparent. Elle est élevée par sa famille maternelle. Cette famille appartient à l’ancienne aristocratie du Burundi et à la lignée des rois ganwa. Elle compte parmi ses ascendants le roi Mwezi IV. Le prince Ignace Kamatari est son grand-père. En 1993, craignant des troubles politiques après l’élection de Melchior Ndadaye, sa mère l’envoie en France poursuivre sa scolarité dans des établissements catholiques, à Saint-Cloud puis Draguignan. Une guerre civile se déclenche effectivement au Burundi qui va durer une douzaine d’années. Elle revient en Afrique de l’Est une fois obtenu son bac littéraire, mais effectue ses études supérieures au Kenya. Elle étudie les relations internationales à l’université américaine de Nairobi.
Puis, revenue au Burundi, elle y travaille comme journaliste pour un groupe de presse indépendant. Elle se consacre également à la poésie. Ses poèmes, en français, sont publiés dans des magazines littéraires tels que le World Literature Today et le Words Without Borders, ainsi que dans des anthologies, notamment We Have Crossed Many Rivers : New Poetry from Africa en 2012 et New Daughters of Africa de Margaret Busby en 2019. Elle crée aussi un café littéraire, le Samandari.
Ketty Nivyabandi devient une militante pendant la crise constitutionnelle de 2015 au Burundi. Elle y mène la première manifestation réservée aux femmes et est un membre fondateur du Mouvement des femmes et des filles pour la paix et la sécurité. Elle est contrainte de fuir son pays, avec ses deux enfants,. Après un bref passage au Rwanda puis au Kenya, elle s’exile au Canada. Elle témoigne devant diverses assemblées sur les violations des droits humains au Burundi, et s'exprime régulièrement sur ces droits, en particulier les droits des femmes et les effets des conflits sur la vie des femmes. En 2016, une notice sur elle est incluse dans un ouvrage de Kate Schatz, Rad Women Worldwide
Elle réside et travaille à Ottawa. En 2020, elle est nommée secrétaire générale d'Amnesty International Canada (branche anglophone).